# Hungersacker
Hungersacker (bairisch: Hungasacker) ist ein Dorf und Ortsteil der Oberpfälzer Stadt Wörth an der Donau im Landkreis Regensburg in Bayern.

## Geografische Lage
Der Ortsteil Hungersacker liegt vier Kilometer nordöstlich von Wörth im Falkensteiner Vorwald.

## Name und Geschichte
Der Name des Ortes dürfte auf eine Flurbezeichnung zurückzuführen sein. Hungeräcker waren karge Böden im Gegensatz zu Schmalzäckern. Diese Annahme wird durch geschichtliche Quellen belegt. Allerdings gibt es eine zweite Deutungsweise: Hunger ist eine ältere Form von Ungar (Ungarn). So könnten die Ungarneinfälle im 10. Jahrhundert mit der Ortsgründung in Verbindung gebracht werden.
Der Ort ist in einer Rodungsinsel im Wörther Forst entstanden. Die klösterlichen Rodungs- und Siedlungswellen waren etwa um das Jahr 900 abgeschlossen. Diese Jahreszahl ist ein möglicher Hinweis auf die Anfänge von Hungersacker. Geschichtliche Belege hierfür fehlen allerdings. Hungersacker gehörte zur Reichsherrschaft Wörth und unterstand dem dortigen Herrschaftsgericht.
1818 erhielt das Königreich Bayern erstmals eine Verfassung. Diese regelte auch die Gliederung der Gemeinden und Bezirke. Damals wurde die Gemeinde Hungersacker mit den Ortsteilen Bierschneidermühle, Gschwellmühle, Hafnerhof, Hinterzirnberg, Oberelend, Piehl, Unterelend und Vorderzirnberg gebildet. Wiederholt gab es Versuche, Hungersacker und das zwei Kilometer entfernte Weihern zu einer Gemeinde zu vereinen. Dies scheiterte am Widerstand beider Gemeinden.
1932 und 1933 gab es durch das Regensburger Bezirksamt wiederum Vorstöße. Jedoch lehnten beide Gemeinden erneut ab. Hungersacker war überdies an Fläche, Einwohnerzahl und Steuerkraft der Gemeinde Weihern überlegen (Zahlen von 1908):
Hungersacker 635,88 ha Fläche / 132 Einwohner
Weihern      204,67 ha Fläche / 103 Einwohner
Letzter Bürgermeister vor der Zusammenlegung mit Weihern im Jahr 1945 war Josef Schöberl.

### Einwohnerentwicklung
Im Jahr 1970 betrug die Bevölkerungszahl im Weiler Hungersacker 57 Einwohner, 1987 wurden im Dorf 63 Einwohner registriert. Die Summe der Einwohnerzahlen aller Ortsteile der ehemaligen Gemeinde Weihern (Hafnerhof, Hinterzirnberg, Hungersacker, Oberelend, Piehl, Unterelend, Vorderzirnberg, Hornau und Weihern) betrug im Jahr 1970 194 Einwohner, im Jahr 2000 zählte man 225 Einwohner.

## Gebietsreform
Auf Anweisung der US-Militärregierung wurde am 11. Juli 1945 die Zusammenlegung von Hungersacker und Weihern zur Gemeinde Weihern beschlossen.
Durch die Gebietsreform in Bayern wurde Hungersacker am 1. April 1971 ein Gemeindeteil der Stadt Wörth an der Donau.

## Kultur und Sehenswürdigkeiten

### Kirche

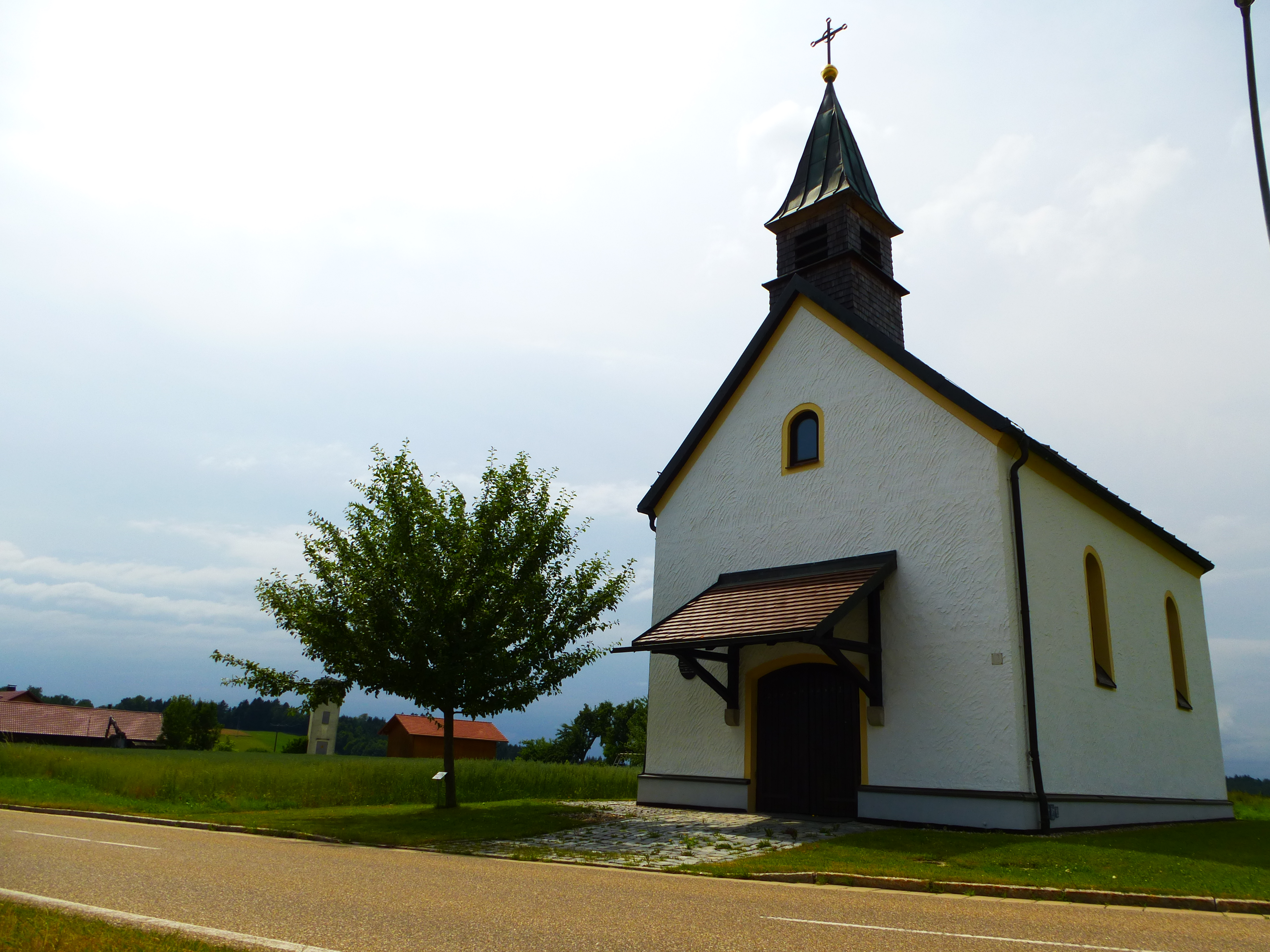
Kath. Nebenkirche Mariä Namen in Weihern; Kirche für Hungersacker und Weihern

Das nächstgelegene Gotteshaus ist die römisch-katholische Kirche Mariä Namen in Weihern; in Hungersacker gibt es keine Kirche. Der Kirchenbau wurde sowohl von Bürgern Hungersackers wie auch Weiherns vom Jahr 1932 an finanziert. Am 24. September 1933 wurde die Kirche eingeweiht. Hungersacker gehört wie Weihern zur Pfarrei Pondorf, Expositur Hofdorf. Im Rahmen des Straßenneubaus Richtung Wiesenfelden und der Neuanlegung der Ortsstraße durch die Stadt Wörth wurde eine alte Wegkapelle (Schöberlkapelle) am Ortseingang Hungersackers, von Wörth kommend, erneuert.

### Vereine
1896 wurde die Freiwillige Feuerwehr Hungersacker-Weihern gegründet. Sie sorgt für den Brandschutz und die allgemeine Hilfe. Das Feuerwehrhaus für die beiden Dörfer wurde in Hungersacker erbaut.

### Regelmäßige Veranstaltungen
Jährlich findet eine Sonnwendfeier und ein Gartenfest der Freiwilligen Feuerwehr statt.

## Wirtschaft und Infrastruktur
In Hungersacker ist eine Gastwirtschaft als Gewerbebetrieb angemeldet. (Stand 2008)
Hungersacker liegt unmittelbar an der Kreisstraße R 7, die zum Wörther Ortsteil Weihern führt. Der nächste Anschluss an das Bundesfernstraßennetz liegt mit der Auf- und Abfahrt Nr. 104b „Wörth an der Donau-Ost“ im vier Kilometer entfernten Wörth an die Bundesautobahn BAB 3 Regensburg-Passau.

## Gemarkung
Zur Gemarkung Hungersacker zählen die Ortsteile Hafnerhof, Hinterzirnberg, Hungersacker, Oberelend, Piehl, Unterelend und Vorderzirnberg.